# Château du Lattay
Le Château du Lattay est un château français situé à Andouillé, dans le département de la Mayenne et la région des Pays de la Loire. Il est situé sur le penchant des collines qui bordent la rive droite de l'Ernée.

## Désignation
- Le Lattay (Carte de Cassini).

## Histoire
Il s'agit d'un château construit vers 1850 par M. Turpin de la Tréhardière. Un moteur à pétrole y faisait monter l'eau de la rivière à la fin du XIXe siècle. L'Abbé Angot indique un Château campé au-dessus de la vallée de l'Ernée, d'une architecture très simple..

## Sources et bibliographie
- « Château du Lattay », dans Alphonse-Victor Angot et Ferdinand Gaugain, Dictionnaire historique, topographique et biographique de la Mayenne, Laval, A. Goupil, 1900-1910 [détail des éditions] (BNF 34106789, présentation en ligne)